# 南貴樹
南 貴樹（みなみ たかき、1992年10月23日 - ）は、アメリカ合衆国ミズーリ州カンザスシティ出身の元プロ野球選手（投手）。

## 経歴

### プロ入り前
小学1年時から野球を始め、中学時代は武蔵府中シニアに所属し全国ベスト8を経験。
浦和学院高校進学後は2年夏に公式戦初登板。2年秋からは登板機会を増やし、3年春は主戦として関東大会優勝に貢献。3年夏は県準決勝で敗退し、甲子園出場はならなかった。 
2010年10月28日、プロ野球ドラフト会議にて福岡ソフトバンクホークスから3位指名を受ける。

### プロ入り後
2011年から主に三軍で登板するが、制球難イップスに悩まされ、四球を連発して1アウトも取れずに降板する試合もあった。
2012年も三軍戦12試合に登板したが、12.1イニングで17四球3死球と乱れ、防御率13.86と散々な成績に終わった。シーズン中盤には色々な視点を勉強する為に外野手で出場しながら打席に立っている。同年秋のフェニックスリーグでは2試合に登板し4イニングを1四球無失点に抑え、制球難に改善の兆候が現れた。
2013年、10月7日に球団から戦力外通告を受けたものの、11月13日に育成選手として再契約することが発表された。
2014年、10月5日に球団から戦力外通告を受けた。10月31日、自由契約公示された。

### 退団後
福岡県福岡市の不動産業者・HALE不動産に勤務。

## 選手としての特徴
198cmの長身から最速145km/hの角度あるストレートを投げ込み、これに加えてカットボール、スライダー、カーブ、チェンジアップを投げ分ける。

## 人物
アフリカ系アメリカ人の父を持つハーフで、3歳の時に来日する。外国人に間違えられ、英語で話しかけられることがあるが、自身は日本語しか話せない。
プロ志望届提出の際には両親からは進学を勧められたが、小さい頃からプロ志向が強く、シニア入団と高校進学の決め手としたのは強くて厳しい環境だったという。

## 詳細情報

### 年度別投手成績
- 一軍公式戦出場なし

### 背番号
- 59 （2011年 - 2013年）
- 123 （2014年）